# 쇼나이촌 (돗토리현)
쇼나이촌(일본어: 庄内村)은 일본 돗토리현 사이하쿠군에 있던 촌이다. 현재의 다이센정의 일부에 해당한다.

## 역사
- 1889년 10월 1일 - 정촌제 시행에 의해 아세리군 쇼나이촌이 성립하였다.
- 1896년 4월 1일 - 군의 통합에 의해 사이하쿠군에 소속되었다.
- 1954년 4월 1일 - 미쿠리야정, 고토쿠촌, 나와촌과 합병해 나와정이 신설하여 폐지되었다.

## 참고문헌
- 角川日本地名大辞典 31 鳥取県
- 『市町村名変遷辞典』東京堂出版、1990年。